# Casarotto (arrampicata)
La Via Casarotto è una via d'arrampicata aperta nel 1977 dall'alpinista italiano Renato Casarotto sul versante nord del monte Huascarán (6.768), in Perù.
Il monte Huascarán è la più alta montagna del Perù. Essendo ad una latitudine di 9° 7′ sud, il suo versante nord è il più vicino all'equatore. Comunque la via rimane di grande difficoltà
.
Molti sono stati i tentativi di ripeterla per tutti gli anni 80 e 90 del secolo scorso, tra cui si ricorda anche quello in cui persero la vita gli alpinisti Battistino Bonali, già famoso per la salita al monte Everest di due anni prima, ed il suo compagno di cordata Giandomenico Ducoli.